# Tropodiaptomus stuhlmanni
Tropodiaptomus stuhlmanni é uma espécie de crustáceo da família Diaptomidae.
Pode ser encontrada nos seguintes países: Quénia, Tanzânia e Uganda.